# Црква Светог Николаја у Доњем Стопању
Црква Светог Николаја у Доњем Стопању, насељеном месту на територији града Лесковца, православни је храм који припада Епархији нишкој Српске православне цркве.
Подаци и писани документи о изградњи Цркве посвећене Светом Николају не постоје. Једнини извор из кога се може нешто сазнати о историји храма јесте летопис цркве. Према подацима из летописа првобитни храм је био веома мали, чија је површина била 46m². Када се повећао број верника, црква је увећана за две трећине и то дограђивањем са западне и јужне стране. Данашње димензије храма су 14,5 х 9,60m.
Храм је једнобродна грађевина и била је сазидана од камена. Данашњи изглед храм је добио 1925. године када је извршена реконструкција и храм је озидан опеком. На јужној страни храма, поред улазних врата стоји натпис на мермерној плочи следеће садржине: За време Александра Карађорђевића, Патријарха српског Г. Димитрија, Епископа Нишког Доситеја, попа Јанићија Живковића, тутора Лазара Михајловића обнови се храм Св. Оца Николаја. Свештеници који су службовали у овом храму били су: Христодор С. Тасић + 1915. године, Јанићије Живковић + 1915- 1941. године, Цветан Ст. Нецић + 1941- 1971. године, Слободан Р. Митић + 1971- 1988. године и Сретен Пешић садашњи парох од 1989. године.